# Annamaria Mantini
Annamaria Mantini (Fiesole, 11 aprile 1953 – Roma, 8 luglio 1975) è stata una terrorista italiana degli anni di piombo, nota col nome di copertura "Luisa".
Fu una militante dei Nuclei Armati Proletari, uccisa a Roma all'età di 22 anni in una retata della squadra antiterrorismo.

## Biografia
Annamaria era la sorella di Luca Mantini, militante dei NAP ucciso dalla polizia nel 1974 durante una tentata rapina di autofinanziamento a Firenze. Dopo la morte del fratello, Annamaria, giovane scout cattolica di 21 anni, entrò a sua volta nei NAP. Fu tra i fondatori del Nucleo Armato 29 ottobre (in memoria della data dell'uccisione di Luca Mantini), organizzatore del sequestro del giudice Giuseppe Di Gennaro. I NAP non avevano ancora commesso omicidi nel periodo in cui Annamaria vi militò.
Nel luglio 1975 l'appartamento della Mantini, sito in via Due Ponti nel quartiere Tor di Quinto a Roma, fu scoperto da una Squadra dell'Antiterrorismo guidata dal questore Emilio Santillo. Tra il 7 e l'8 luglio cinque poliziotti si appostarono sul pianerottolo interno della casa per un giorno e mezzo, in attesa del rientro della giovane. Quando questa tornò, venne uccisa mentre apriva la porta con un colpo di pistola alla fronte, esploso da distanza ravvicinata, in circostanze non chiarite, dal vicebrigadiere Antonino Tuzzolino. La versione dell'uccisione, fornita dalla Squadra Speciale, fu che il colpo era partito per errore, a causa del battente della porta che, mentre si apriva, urtò sulla mano del vicebrigadiere. Tuzzolino venne poi ferito per rappresaglia, rimanendo paralizzato, il 9 febbraio 1976 da militanti del "Nucleo Armato 29 ottobre" dei NAP.
Al nome di Annamaria Mantini fu intitolata la colonna napoletana dei Nuclei Armati Proletari detta "Nucleo Armato Annamaria Mantini" (circa 1975-1977), nonché i "Nuclei di Azione Territoriale (Luca e Annamaria Mantini)" (circa 2009), presenti in cinque città: Milano, Torino, Bergamo, Lecco e Bologna.
Alla sua vicenda si ispirò Vasco Pratolini nella sua ultima opera Il mannello di Natascia e altre cronache in versi e prosa, 1930-1980 (1985).